# Eric Carr
Paul Charles Caravello (n. 12 iulie 1950, New York City, New York, SUA – d. 24 noiembrie 1991, New York City, New York, SUA) cunoscut sub numele său de scenă Eric Carr, a fost un muzician american, fost toboșar al trupei rock, Kiss din 1980 până în 1991. Caravello a fost selectat ca noul baterist Kiss după ce Peter Criss a plecat. Atunci când a ales numele de scena "Eric Carr" și-a luat și personajul "The Fox". El a rămas un membru al Kiss până la moartea sa din cauza cancerului de inimă, pe data de 24 noiembrie 1991, la vârsta de 41 de ani.

## Viața timpurie
Caravello s-a născut pe data de 12 iulie 1950, fiul lui Albert și Connie Caravello. Carr fost de origine italiană. El a crescut în secțiunea Brownsville din Brooklyn, New York. Pentru că tatăl său lucra mult timp, Carr nu l-a putut vedea prea mult și "nu a fost niciodată la un meci de baseball sau chestii de genul ăsta" cu tatăl său. El a petrecut o mulțime de timp singur în camera lui, jucându-se cu soldați și monștri de jucărie.
Caravello a studiat la liceul de Artă și Design. El a plănuit de la început să fie un caricaturist, apoi s-a răzgândit imediat după aceea, și a decis să studieze fotografia. Potrivit lui, el a sfârșit prin a "pierde absolut orice zi de liceu"; "Nu am nici o treaba, nu am făcut nimic pentru cariera mea, timp pierdut și m-am îmbătat în camera obscură cu prietenii mei tot timpul. Nu am fost prinși pentru că am putut vedea printr-un fel de sticlă ori de câte ori un profesor ar fi venit. Nu am fost beat în fiecare zi, să știi. O jumătate de cană de vodcă în acele zile era suficient pentru a te îmbăta." cu toate acestea, el a descris pe sine ca fiind în general "un copil foarte bun. N-am făcut nimic de a face probleme."
Caravello a fost unul din doar doi elevi din liceu care a avut parul lung, mai ales datorită iubirii sale pentru trupa Beatles. El a reamintit că: "Am folosit foenul pentru a-mi face părul în jos, pentru a-l face plat. Foloseam o tunsoare Beatles, dar parul meu e creț, așa că nu am putut să-l fac plat ca Beatle-sii. Așa că mi-am luat foenul, mi-am clătit părul cu el, mi-am luat o bucată din ciorapul de nailon al mamei, am făcut un nod la un capăt, și mi l-am tras peste cap ca un hoț. Am dormit pentru doi ani cu asta pe capul meu în fiecare noapte."
Caravello a absolvit liceul în anul 1968. În jurul perioadei acelea, revoltele a început să apară în New York City, urmat de plecare a albilor care a început să îi facă cartierul mai predominant afro-american. Caravello a declarat că acest lucru nu a fost un motiv de îngrijorare pentru el, pentru că "niciodată nu am avut probleme cu nimeni, am avut prieteni de culoare și n-am crescut crezând în aceste tipuri de termeni.". Caravello a fost, de asemenea, împotriva rasismului.

## La începutul carierei
În timp ce era la liceu, Caravello a început să se joace cu un șir de benzi, cea mai mare parte fiind cover-uri din Top 40. Cum a descris-o mai târziu: "Top-40 în acele zile era tot – funk, balade, rock, country, și totul. A fost o perioada de succes pentru radio." Prima lui trupă, Cellarmen, a fost înființată în anul 1965 de către el și câțiva dintre prietenii săi. Au început să cânte în cluburi locale în Brooklyn și Queens. Doar puține înregistrări au fost publicate pe Jody Records, un mic studio de înregistrare din Brooklyn. Apoi, Caravello s-a alăturat unei trupe numita "Things That Go Bump in the Night" și mai târziu trupei "Smack", din care acesta din urmă a constat în cea mai mare parte a membrilor din Cellarmen, care a fost desființată în 1968.
În 1970, Caravello s-a alăturat trupei Salt & Pepper, care a început ca o trupă de cover ce canta muzică de mai multe genuri; trupa a fost numita așa pentru că jumătate din membrii au fost negri și jumătate erau albi. În 1973, trupa a schimbat numele lor în Creation, care acum cântă muzică disco.
O tragedie a venit în 1974, când un incendiu a izbucnit în timpul unui concert la clubul de noapte Gulliver's în Port Chester, New York, omorând zeci de oameni, inclusiv clăparul și solisul trupei. Caravello scăpase și a fost creditat cu salvarea unei alte persoane, unul dintre cântăreții trupei de sex feminin. S-a stabilit că incendiul a fost inițiat de către un hoț într-o clădire adiacentă, sperând să-și acopere urmele.
Trupa a continuat, uneori sub numele de "Bionic Boogie". Au avut o prestație care să înlocuiască echipamentul distrus. Carr merge mai departe cu trupa până în 1979. S-au bucurat de un oarecare succes, performanțe în deschidere pentru nume consacrate, cum ar fi Stevie Wonder și Nina Simone. Trupa s-a despărțit la sfârșitul anului 1979. Mai târziu, el a descris trupa ca "familia mea, practic, timp de nouă ani."
În decembrie 1979, Caravello câstiga cu succes audiția pentru un mandat de patru piese rock 'n' roll cu o trupă numită Flasher. După trei săptămâni de repetiții, au început să cânte în cluburi. În acest moment el a devenit descurajat despre viitorul său muzical după atâți mulți ani încercând să-l facă, fără o pauză, și a considerat soluționarea în jos cu un carieră ne-muzicală. "...am început să facem bani (puțini) reali – ceva de genul $10, $7-per noapte, ce a fost a fost. Foarte, foarte teribil. Doar prin contrast, am început să facem 15$ pe noapte când aveam 16 ani, iar eu sunt aici de aproape 30 de ani, și fac $7-per noapte! Deci nu m-am descurcat mai bine, evident – am mers în sens invers, să știi!
Flasher au cântat în circuitul de cluburi din New York și Long Island pentru mai multe luni, înainte ca pianistul, Paul Turino să renunțe; apoi ei au continuat ca trio de putere, cântând toți trei. Ei au cântat piese de Joe Jackson, Van Halen, Led Zeppelin și Jimi Hendrix, etc. Rezervările s-au diminuat și Caravello și-a dat demisia în mai 1980. În acel moment, el a considerat că trebuie să renunțe la muzică, ajungând la vârsta de 30 de ani fără nici un real succes. La scurt timp după aceea, el a avut o întâlnire întâmplătoare cu Turino într-un club din Queens; Turino i-a spus lui Caravello despre plecarea lui Peter Criss de la Kiss, și a cerut lui Caravello să vină la o audiție pentru a deveni bateristul Kiss.

## Kiss

### Auditie
Caravello a aplicat pentru Kiss, depunând o casetă cu single-lul "Shandi", dar cu vocea lui de-a lungul melodiei în loc de vocea lui Paul Stanley. "A sunat minunat!", a spus ani mai târziu. Cererea a fost pus într-un plic portocaliu strălucitor pentru a-l face să iasă în evidență vizual. Jane Grod, un angajat Kiss, i-a spus mai târziu, că ea a observat un plic viu colorat și așa a ales să fie unul dintre cele revizuite la grămadă.
În timp ce stătea în afara camerei folosite pentru audiție, Caravello îi privea pe cei trei membri ai Kiss: Ace Frehley, Gene Simmons și Stanley; mergând și intrând în cameră. El a fost unul dintre puținii oameni din afara cercului de prieteni ai trupei, familiei și parteneri de afaceri, care i-a văzut pe Kiss fără make-up. "Paul, am știut imediat", a spus într-un fanzin în 1990. "De ceilalți nu eram sigur."
Caravello a fost ultimu baterist care aplicase pentru trupă și de fapt le-a cerut lui Stanley, Simmons și Frehley să le dea autograful pe lista de melodii Kiss ce trebuia să le cânte cu formația, în cazul în care el nu i-ar mai fi văzut din nou. "Dar am știut că am reușit", a spus într-un fanzin în 1990. Potrivit lui Caravello, audiția a fost filmată. El s-a simțit, de asemenea, imediat confortabil, simțind melodiile pe care ar trebuit să cânte "...a fost într-o clipă." El știa aranjamente mai bune decât formația, ar fi făcut din învățarea versiunilor înregistrate pe albumele Kiss. "Ei au fost în turneu, și-au schimbat puțin lucrurile", a spus el. El nu a fost impresionat de performanța cu Kiss la audiție. "Au fost groaznici!", a subliniat, "a trebuit să le aminteasc: "Nu, eu cânt această armonie, tu cânți asta", chestii de genul ăsta. A fost minunat! Imediat am lucrat împreună. Știu că i-am impresionat."
Un avantaj semnificativ pentru Caravello ar fi fost că era anonim, asta a fost important pentru trupă, pentru a menține misterul din jurul membrilor. "A fost foarte important pentru noi că avem pe cineva care era necunoscut... Nu am vrut pe cineva care săptămâna trecută a fost în trupa lui Rod Stewart sau în Rainbow.", a spus Paul Stanley. Comunicatul de presă care anunță inducerea lui Caravello în Kiss deduse trei ani din vârsta sa reală, pentru a deruta pe cei care caută informații despre identitatea lui adevărată, dar, de asemenea, pentru a ajuta la a crea o identificare cu Eric – un tânăr fan ales din mulțime să fie noul baterist Kiss.

### Machiaj de scenă și persona

Vulpea

După ce Caravello a trecut proba, timpul a fost scurt, dar trupa a avut unele probleme cu un personaj și un nume de scenă pentru el înainte de concertul său debut. "De fapt nu i-am spus lui ca era în trupă", a declarat Paul Stanley, în emisiunea "USA Network's Night Flight" în 1983, "Am spus: "În două săptămâni vom cânta."
Caravello a fost invocat de către Gene Simmons, fiind considerat inițial sub numele de "Lamă Ruginită" până când Simmons l-a descurajat. El a decis pe "Eric Carr" destul de atent. El a observat că, în timp ce membri trupei și-au pus numele de scenă fiecare câte trei silabe lungi, Criss numele lui a fost inversul celor trei membri ai trupei; numele silabă model – Peter Criss a pus două silabe urmată de o singură silabă. El a decis să facă numele său de scenă, să sune ritmic ca Peter Criss; prin alegerea unei duble silabe, primul nume și o singură silabă numele de familie, ca atunci când oamenii spun toate cele patru nume împreună, s-ar potrivi la fel. Carr a fost scurtat de la numele său de naștere Caravello și el a ales Eric dintr-o listă de nume de prima prietenă a lui. Paul Caravello a rămas numele lui legal.
Pentru personajul său Kiss, Carr inițial a încercat "Șoimul"; acest concept a fost se pare foarte dificil de realizat în machiat – un make-up potrivit nu a fost creat niciodată, și costumul  "Hawk" a fost un "GALBEN-PORTOCALIU strălucitor!" Ideea a fost abandonată după ce Paul Stanley a menționat că părea ca Big Bird. Când trupa a menționat termenul (doar două săptămâni înainte de debutul lui Carr), Carr a venit cu make-up de design pentru personajul "Vulpea"; lui Simmons i-a plăcut și, astfel, personajul s-a născut. Designul original a fost modificat în termen de zile de sesiunea foto inițială și concertul de debut ca un membru Kiss.
Carr a fost introdus pentru public într-un episod din sindicalizat de televiziune spectacol pentru tineri Kids Are People Too! filmat la sfârșitul lunii iulie 1980 și a fost difuzat în septembrie 1980. Primul său spectacol cu trupa a fost Palladium, New York pe 25 iulie 1980. Părinții lui, avertizați să nu spună nimănui că fiul lor este acum în Kiss (pentru a menține misterul pe care nimeni nu știa cum noii membri păreau fără make-up), au participat la concert, și au fost recunoscuți de către un prieten care de fapt a lucrat cu Paul Caravello la atelierul de reparații – și nu a avut nici o idee cum că noul membru Kiss din spatele setului a fost de fapt fostul său coleg. "Ce faci aici?'", tatăl lui Carr către Albert Caravello, relatează în Tale of the Fox (Povestea Vulpii); "Îți place Kiss?". Am spus, "Da!')". Carr, de asemenea, imediat după aderarea în Kiss, încă mai reparase câteva aragaze. De Crăciun în anul 1980, membrii Kiss i-a cumpărat lui Eric un Porsche; deci noul baterist ar merge în stil rock. În mod ironic, și-a stricat mașina de multe ori, și i-a provocat lui Carr puțină durere.
Personajul lui a rămas constant timp de trei ani, până când trupa lui și-a inlăturat machiajul în septembrie 1983, în direct pe MTV. Măsura drastică a venit după ce vânzările de albume au scăzut și un concert în SUA care fost slab. Carr crezuse că trupa se apropie de sfârșit, dar Kiss își întoarse încet cariera lor într-o revenire, iar trupa a prosperat. Carr și-a câștigat reputația în rândul fanilor pentru a fi neobișnuit de prietenos și abordabil. El a răspuns la mail mai mult decât ceilalți membri ai trupei, și de multe ori adaugă mesaje la autografe. În ciuda fiind un înlocuitor al unui membru original, popularitatea lui a crescut printre fanii bazând pe personalitate și abilitățile de percuționist.

### Ocupația în Kiss
Primul album cu Kiss a fost Music from "The Elder" din 1981, care a marcat un punct de plecare pentru trupa spre o direcție art-rock mistic. Unul dintre contribuțiile lui Carr la album, "Under the Rose", este una dintre puținele melodii Kiss scrise în timp de 6/8 și a prezentat un cor în stil Gregorian. Mai târziu a avut poziția de co-compozitor la "All Hell's Breakin' Loose", "Under the Gun", și "No,No,No" printre altele. Carr a spus că scrisul versurilor este mai greu decât scrisul melodiilor.
Pe langa baterie, Carr, de asemenea, a cântat la chitara, pian și a cântat și voce de fundal. Ocazional, el a cântat vocal, cum ar fi pe "Black Diamond" și "Young and  Wasted" live cu Kiss. Primul său cântec vocal căntat în studio a fost o înregistrare a "Beth" (un cântec inițial interpretat de Peter Criss) pentru albumul compilație Smashes, Thrashes & Hits. Carr a înregistrat propria versiune a piesei în aceeași cameră în care piesa a fost inițial înregistrată, , folosind aceeași piesă suport ca Criss. Carr ar pretinde mai târziu că el a regretat că trebuia să refacă ceea ce a fost o performanța definitiva a lui Criss, dar el a fost atât de disperat să cânte pe un album care, împotriva rațiunii, a fost de acord să o facă.
În 1989, a înregistrat un demo cu chitaristul Kiss Bruce Kulick. Carr a scris muzica, a cântat la chitară bas și baterie, în timp ce Kulick cânta la chitara. Carr nu a fost un textier specialist,așa că a prezentat demo-ul lui Simmons cu cuvintele melodiei clasice din 1965 lui Marvin Gaye "Ain't That Peculiar". Simmons a scris versuri noi, și Carr l-a înregistrat pentru Hot on the Shade. Cântecul a fost lansat ca "Little Caesar". El a interpretat cântecul de câteva ori, dar n-a fost efectuată după prima lună de turism. Ultimul spectacol live cu Kiss a fost pe 9 noiembrie 1990, in New Work, la Madison Square Garden.
Ultima înregistrare cu Kiss a fost pentru piesa "God Gave Rock 'N' Roll to You II", care l-a inclus pentru vocile de fundal. Ultima oară când Carr a lucrat cu Kiss a fost în iulie 1991, atunci când Kiss a produs videoclipul pentru "God Gave Rock 'N' Roll to You" cu Carr cântând la baterie. Ultima apariție publică cu trupa a fost la MTV Video Music Awards din septembrie 1991.

### Memoriile lui Paul Stanley
În memoriile din 2014 Face the Music: A Life Exposed, solistul Kiss Paul Stanley a descris dificultățile cu Carr. El nu ar fi putut trece peste faptul ca nu a fost membru  fondator a Kiss, nici primul toboöar al trupei. Pentru perioade lungi de timp, nici nu mai vorbea cu Stanley. În cartea sa, Stanley își amintește mai multe memorabile episoade ale lui Carr, dintre care unul a fost când a luat fotografii nud într-o cadă ținând în mână un pahar de șampanie, susținând că fotograful a promis să nu le publice (fotografiile au fost de curând publicate în revista cu care fotograful a fost asociat). Altă dată, când au cunoscut bateristul Eric Singer și rămase nesigur, în ciuda fiind în stare bună cu Kiss, Carr a precizat că Singer avea de gând să-l înlocuiască ca noul baterist în trupa, care în cele din urmă a avut loc la începutul anilor 1990.

## Influențe și stil
Carr a fost un puternic baterist și unul dintre primeii toboșari care să adopte sound-ul din 1980: un puternic ecou și low-tuned sunet. În CV-ul trimis în 1980 trimis la Kiss, Carr spunea că stilul său varia de la heavy metal și hard rock, la pop și noul val susținând că "se poate adapta la cele mai multe situații cu ușurință." El a enumerat tobosari precum John Bonham, Keith Moon și Lenny White ca influențe.
În plus, Carr a fost un fan avid de Beatles și de bateristul trupei Ringo Starr. Într-un interviu el a reamintit, "am fost prins în toată Beatlemania. Cred că am fost atras de tobe din cauza sentimentul de ritm și cum te muta, doar stând în locul tău. Mi-a plăcut cum Ringo s-a mutat. M-am identificat cu el la timp". Fotografii lui Eric in timpul liceului îl arată purtând părul la fel ca Starr.
Interesul în double bass drumming a venit din admirația sa pentru Ginger Baker și John Bonham, o dată spunând pentru 16 Magazine "mi-a plăcut felul în care John Bonham cânta la tobe". Eric, de asemenea, a avut o dragoste pentru toate tipurile de muzică; compozitorul Adam Mitchell l-a descris pe Carr ca știind multe despre folk, R&B și alte stiluri. Într-un interviu, Carr a spus reporterului Al Bandero că a ascultat Neil Young, și că îi place mai multe tipuri diferite de muzică. Simmons a declarat că stilul mai greu al lui Carr a făcut Kiss să devină o trupă puternică decât când jazz-inspiratul Criss a fost bateristul trupei.

## Boala și moartea
În februarie 1991, Carr a început să se simtă bolnav. Testele medicale au relevat ceea ce la început părea să fie probleme de sănătate tratabile. Cu toate acestea, el a fost diagnosticat cu un tip foarte rar de cancer – cancerul de inima. În aprilie 1991, Carr a suferit o serie de intervenții chirurgicale pentru a elimina tumorile din atriumul său drept și din plămâni într-un efort de a restabili funcțiile inimii și pentru a preveni sa crească cancerul. Și-a revenit suficient și i-a presat pe Stanley și Simmons să-l primească înapoi în trupă. Ei l-au înlocuit în studio cu bateristul de sesiune Eric Singer pentru a începe noi înregistrări. Ei au declarat ca ei i-au spus lui Carr să se facă bine, iar când ar fi fost, el ar fi bateristul Kiss din nou. Trupa a fost gata să filmeze filmeze "God Gave Rock and Roll to You" și le-a cerut lui Gene și Pavel cel puțin să-l lase să fie în film, și în cele din urmă au fost de acord.
El a zburat la Los Angeles în iulie 1991 pentru a filma videoclipul. El purta o perucă în acel moment din cauza tratamentului. După filmarea videoclipului a zburat înapoi la New York pentru a încerca să se însănătșească; starea lui de sănătate s-a deteriorat până la punctul în care el a fost în imposibilitatea de a cânta la baterie pentru sesiunea de înregistrare pentru Revenge, următorul album de studio al trupei, iar Singer a fost adus pentru a înregistra un album. După filmarea videoclipului, Stanley, Simmons și Bruce Kulick i-au spus să mergă acasă și să se facă bine. După un tratament agresiv, cancerul a intrat în remisie și sănătatea lui Carr a părut că se îmbunătățește. 
Ultima apariție publică cu Kiss a fost la MTV Video Music Awards din septembrie 1991. Nu mult timp după aceea, el a suferit o ruptură de anevrism cerebral și a fost dus de urgenta la spital. Câteva zile mai târziu, el a suferit o hemoragie cerebrală și nu și-a recăpătat cunoștința. Pe 24 noiembrie 1991, Carr a murit la vârsta de 41 de ani. Întâmplător, el a murit în aceeași zi ca Freddie Mercury, solistul trupei britanice de muzică rock Queen, a cărui moarte a atras mai mult atenția mass-media. Carr a fost, de asemenea, în aproape patru ani de relație cu viitorul model/actrita Carrie Stevens la momentul morții sale.
În conformitate cu accesibilitatea lui Carr pentru fanii lui, familia lui a decis să deschidă înmormântarea pentru fani, în timp ce înhumarea să rămână un eveniment privat. Carr este înmormântat în cimitirul Cedar Hill din Orașul Newburgh, New York.

## Moștenirea și distincții

### RockologyșiRockheads
Fostul chitarist Kiss Bruce Kulick, împreună cu familia lui Carr, a lansat primul și singurul album solo în anul 1999, intitulat Rockology, care a inclus mai multe demo-uri in care Kulick și Carr au lucrat (împreună cu compozitorul și prietenul Adam Mitchell). CD-ul are mai multe melodii cu Carr ca vocalist, precum și pe chitara bas, împreună cu Kulick la chitar și Carr, cu mai multe voci de fundal din partea lui Mitchell. Acest album include "Somebody' Waiting" și "Tiara", o melodie pe care a scris inițial pentru show-ul planificat de desene animate pentru copii numit Rockheads, o parodie a unei trupe de rock cu patru caractere (Slider, Clive, Scruffy și Punky), cu caracteristici și personalități diferite.

### Omagii
Ca un tribut adus, grupul a lansat în 1992 Revenge împreună cu ceea ce este declarat a fi singurul solo de tobă pe care Carr l-ar fi înregistrat cu trupa, intitulat "Carr Jam 1981", un jam session înregistrat pentru Music From "The Elder" (partea de chitară a fostului chitarist Kiss Ace Frehley a fost dublată de Bruce Kulick). Foarte mult din solo a fost făcut în timpul concertului din 1980 Unmasked Tour of Europe and Australia, terminându-se în timpul sesiunilor pentru The Elder. Carr a încercat ani de zile să pună mâna pe o copie a solo-ului pentru colecția sa personală, dar cererea lui a fost mereu respinsă de către Bob Ezrin cu scuza că nu știa unde master-ele pentru sesiune. După moartea lui Carr, solo-ul a aparut ca "Carr Jam 1981".
Albumul "Revenge" a fost dedicat lui Carr. El a primit,  de asemenea,un omagiu pe Kiss My Ass și Kissology 2. Cu toate acestea, trupa a refuzat un concert tribut care a fost solicitat de un cerc de fani, la un an după moartea lui. Simmons a declarat, "nu am vrut să fac un concert tribut. Ne-am dedicat albumul în numele lui, dar nici concerte în numele lui. Nu e stilul nostru."
O continuare tribut a fost produs în 1992 numit Eric Carr: Memorialul Tribut. A avut prima transmisie live pe 88.1 FM / WCWP, unde Carr a fost intervievat trei ani mai devreme, în timp ce înregistra Hot in the Shade. Rulând aproximativ 3 ore, tributul a prezentat un re-difuzare a interviului, intercalate cu informații biografice și detalii despre proiecte extracurriculare, împreună cu toate melodiile lansate pe  care Carr le-a scris. Deși a difuzat doar o singură dată, Eric Carr: Memorialul Tribut a fost lansat câțiva ani mai târziu (aparent neoficial) ca un box set, conceput să semene cu albumele solo Kiss. Acesta a prezentat un noua pictură a lui Carr în al său machiaj, dupa modelul rar văzut original de Eraldo Carugati (artistul care a făcut picturile pentru primele patru albume solo Kiss, plus unul pentru Carr, care nu a fost lansat niciodată oficial).
În numeroase turnee solo dupa moartea lui, Frehley ar cânta Breakout" (cu versuri scrise de Carr și Frehley și mai târziu re-înregistrată ca "Carr Jam '81" de pe albumul Kiss Revange) și îl dedică lui Carr, care Frehley speră ''să-l vadă acolo sus". Frehley, de asemenea, a dedicat albumul său  solo Anomaly lui Carr.
Acolo este ascuns un "easter egg" în colecția de DVD-uri Kissology II din 2007 (pe disc-ul trei la sfarșitul creditărilora) se arată o videocasetă realizată de Carr, pe patul de spital, vorbind în camera mulțumind fanilor pentru scrisori și pentru îngrijorarea despre starea lui de sănătate. Îmbrăcat în alb, Carr iese din pat, și începe să mearga pe jos, dar se întoarce și își arată fundul pe cameră în stil rock n' roll. 
Pe 21 martie 2011, o carte care a explorat întreaga viață și cariera muzicala a lui Carr a fost lansat, intitulat Povestea lui Eric Carr.
Pe 13 august 2011, pentru a comemora 20 de ani de la moartea lui, un concert tribut a avut loc în Atlanta, Georgia numit Noaptea Vulpii: Concertul Tribut ERIC CARR. Actul principal, sub numele de Little Caesar, a jucat un set de melodii de 90 de minute legat de Carr. Formată în mare parte din melodii KISS din perioada în care era în trupa, incluzând o melodie din Rockology ("Eyes of Love"), plus piese scrise sau co-scrise de Carr dar înregistrate de către alți artiști, cum ar fi "Don't Leave Me Lonely", o piesa inregistrata de Bryan Adams, care a fost scris de Eric pentru includerea pe albumul Creatures  of the Night, dar a fost respins. De asemenea, un album tribut oferind cântece nelansate și interviuri numit Unfinished Business a fost lansat de familia lui. Albumul prezentat membrilor și foștilor membri ai KISS, Twisted Sister, Seether, ZO2, Europe. Albumul a fost lansat pe 8 noiembrie 2011.
Cincisprezece ani de la ziua debutului, el a fost introdus post-mortem în Rock Walk Hall of Fame de la Guitar Center de la Hollywood. Părinții lui Carr, Albert și Connie Caravello, au acceptat  placa în onoarea lui Carr. Fostul chitarist Kiss Ace Frehley a fost introdus în "Rock Walk" în aceeași ceremonie. Amprenta lui Frehley nu a fost adăugată la afișarea Kiss. Consacrarea lui Carr a fost o placă de bronz cu numele său,  autograf și o pictogramă separată a machiajului Fox ce a purtat-o. Ambele au fost adăugate la afișarea Kiss.
În iulie 2005, Carr a fost votat cel de-al zecelea cel mai  bun baterist din toate vremurile de către Planet Radio Rock. Nici unui alt membru al Kiss nu a fost acordat distincția de a face parte dintre cei 10 în categoriile de vocalist, basist sau chitarist. Carr a fost unul din cei doi toboșari americani ce au fost în lista, ceilalți fiind britanici sau canadieni.

## Discografie

### Cu Kiss
- 1981: Music from "The Elder"
- 1982: Killers – compilation album featuring 4 newly recorded tracks
- 1982: Creatures of the Night
- 1983: Lick It Up
- 1984: Animalize
- 1985: Asylum
- 1987: Crazy Nights
- 1988: Chikara
- 1988: Smashes, Thrashes & Hits – compilation album featuring 2 newly recorded tracks, vocals on "Beth" remake, drum overdubs
- 1989: Hot in the Shade
- 1992: Revenge – voce de fundal la "God Gave Rock 'N' Roll to You II", drums on "Carr Jam 1981"
- 1996: You Wanted the Best, You Got the Best!! – drums on "New York Groove"
- 2001: The Box Set
- 2002: The Very Best of Kiss
- 2004: The Best of Kiss, Volume 2: The Millennium Collection
- 2005: Gold

#### Albume video KISS
- 1985: Animalize Live Uncensored
- 1987: Exposed
- 1988: Crazy Nights
- 1994: Kiss My Ass: The Video
- 2007: Kissology Volume Two: 1978–1991

### Solo
- 1999: Rockology
- 2011: Unfinished Business

### Alte albume
- 1979: Lightning (Lightning) – voce de fundal and drums on all tracks[16]
- 1983: Bryan Adams (Cuts Like a Knife) – cowrote "Don't Leave Me Lonely"
- 1984: Wendy O. Williams (WOW) – cowrote "Ain't None of Your Business", drums on "Legends Never Die"
- 1987: Frehley's Comet (Frehley's Comet) – cowrote "Breakout"
- 1998: Garbo Talks (Garbo Talks) – drums on "Game of Love"[17]
- 2000: Various artists (Prophecy: A Tribute to Eric Carr) – drums on "Your Turn to Cry"
- 2008: Faith Circus (Faith Circus) – cowrote "Can You Feel It"

### Înregistrări nelansate
Familia lui Carr a declarat că vor lansa materiale scrise și înregistrate între 1980 și 1991, inclusiv următoarele  cântece:
- "Elephant Man"
- "Dial L for Love"
- "Midnight Stranger"
- "Tiara" (Demo)
- "The Troubles Inside You"

Deși familia lui Carr a declarat că inregistrarile vor fi lansate în 2006, au rămas nelansate. Unele dintre piese au fost lansate pe albumul din 2011, Unfinished Business.